# Lettres anglaises

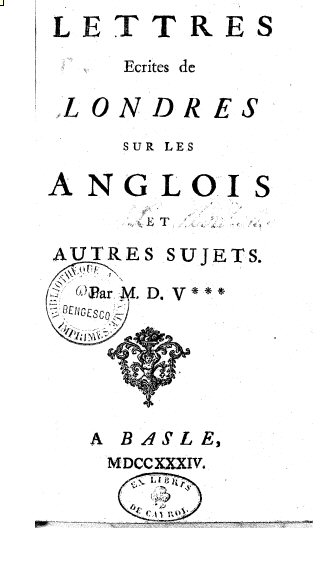
Lettres anglaises door Voltaire

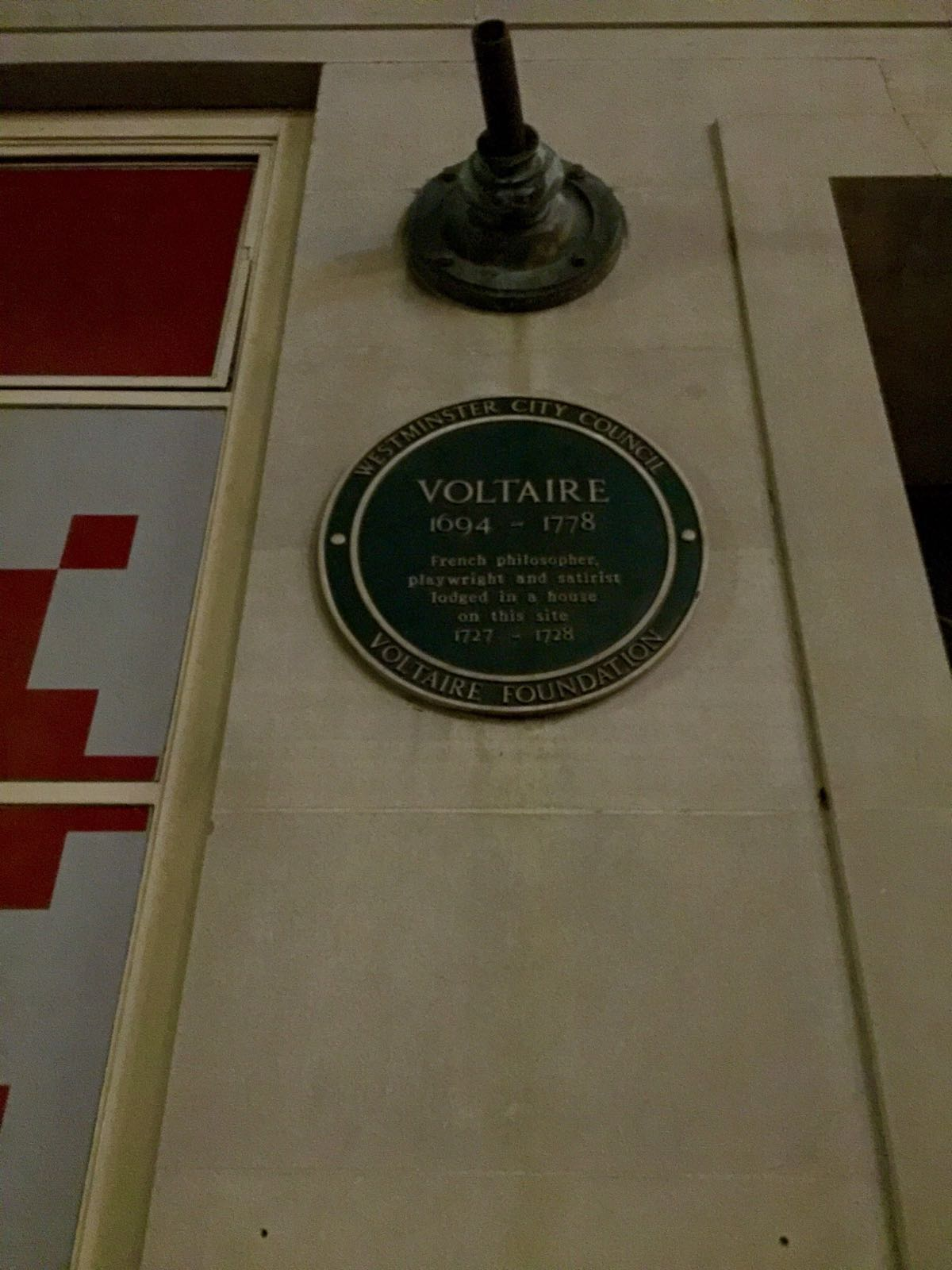
Het plakkaat toont Voltaires verblijfplaats tijdens zijn Londense ballingschap.

Lettres anglaises (of Lettres philosophiques, of Lettres sur les Anglois; Engels: Letters on the English, of Letters concerning the English Nation) is een verzameling essays van Voltaire. Hij ging in 1726 vrijwillig in ballingschap in Engeland om een gevangenisstraf in Frankrijk te ontlopen. Hij verbleef in Londen tot 1729. Tijdens deze periode schreef hij de brieven.
In 1733 verscheen de eerste versie in het Engels en het jaar nadien werd een versie in het Frans gedrukt. Omdat het boek werd uitgegeven zonder toestemming van de Franse overheid en Voltaire lovender was over de Engelse samenleving dan over de Franse, werd het boek verbrand en dook Voltaire onder bij Émilie du Châtelet in Cirey-sur-Blaise.
De versies die heden ten dage te vinden zijn, zijn doorgaans vertalingen gebaseerd op de Franse tekst dan op de originele Engelse of op de herziene versie uit 1778.

## Overzicht
Lettres anglaises bestaat uit 24 brieven:
- Brief I: Over de quakers
- Brief II: Over de quakers
- Brief III: Over de quakers
- Brief IV: Over de quakers
- Brief V: Over de Engelse kerk
- Brief VI: Over de presbyterianen
- Brief VII: Over het unitarisme
- Brief VIII: Over het parlement
- Brief IX: Over de overheid
- Brief X: Over handel
- Brief XI: Over variolatie
- Brief XII: Over Lord Bacon
- Brief XIII: Over Mr. Locke
- Brief XIV: Over Descartes en Sir Isaac Newton
- Brief XV: Over wetten van aantrekkingskracht
- Brief XVI: Over Sir Isaac Newton's Optica
- Brief XVII: Over geometrie
- Brief XVIII: Over tragedie
- Brief XIX: Over komedie
- Brief XX: Over de adel als belletristen
- Brief XXI: Over The Earl of Rochester en Mr. Waller
- Brief XXII: Over Mr. Pope en andere bekende poëten
- Brief XXIII: Over het respect dat auteurs verdienen
- Brief XXIV: Over de Royal Society en andere academies

## Thema's

### Religie
In de eerste vier brieven beschrijft Voltaire de gewoonten, het geloof en de geschiedenis van de quakers, een godsdienstige groep binnen het christendom. Hij is positief verwonderd over het ontbreken van het doopsel ("we are not of the opinion that the sprinkling water on a child's head makes him a Christian"), het 'te communie gaan' ("'How! No communion?' said I. 'Only that spiritual one,' replied he, 'of hearts'") en het afwezig zijn van priesters ("'You have, then, no priests?' Said I to him. 'No, no, friend,' replies the Quaeker, 'to our great happiness'"). Hij eindigt dit deel met een bedenking over georganiseerde religie en hoe die alles opslokt.
In Brief V spreekt Voltaire over het anglicanisme. Hij verkiest dit boven het (Franse) katholicisme omdat hun geestelijken beter opgeleid en wereldser zijn, een zekere leeftijd en levenservaring hebben. Daartegenover hekelt hij dat ze veel rituelen overnamen van de Romeinse kerk zoals het aanvaarden van giften en hun superioriteitsgevoel.
Brief VI is een aanval op de presbyterianen van Schotland. Voltaire vindt hen intolerant en te strikt. Hij vat samen dat iedereen vredig kan samenleven net omdat er verschillende godsdiensten zijn. Bij één godsdienst zou de overheid willekeurig handelen en bij twee godsdiensten zou iedereen elkaar de keel oversnijden.
In de laatste brief over religie, praat hij over het unitarisme. Dit geloof leunt het meeste aan bij het deïstische standpunt van Voltaire. De unitaristen verwerpen de Heilige Drievuldigheid en erkennen enkel God als Vader, niet Jezus als zoon. Ondanks het feit dat zowel Newton als Locke bekende unitaristische denkers zijn, is deze 'sekte' nooit echt aangeslagen, volgens Voltaire omdat mensen het verkiezen om 'belabberde' auteurs als Maarten Luther of Johannes Calvijn te volgen.

### Politiek
De Engelse politiek is het onderwerp van de achtste en negende brief.
In Brief VIII spreekt Voltaire over het Britse parlement en vergelijkt het met Rome (in navolging van de Britten zelf) en Frankrijk. Het grootste verschil is dat Groot-Brittannië zich heeft laten vangen aan religieuze oorlogen, iets wat Rome nooit gedaan heeft. Maar waar de burgeroorlog in Rome eindigde in slavernij, eindigde die in Groot-Brittannië in vrijheid. Hij verwijst voor Frankrijk naar de verschillende moord(poging)en op de regeringsleiders en laat de feiten voor zich spreken.
Brief IX is naast een geschiedenisles over de Magna Carta ook een beschrijving van hoe justitie georganiseerd wordt en belastingen geheven worden.

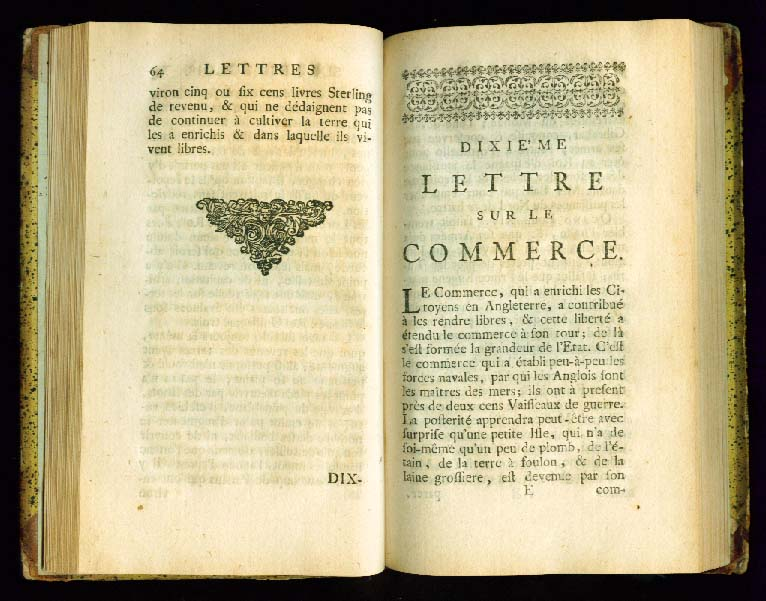
Brief X

### Handel
Voltaire is lovend over de Britse handel. Zo geeft hij in Brief X aan dat hij dit ziet als hun grootste rijkdom en de aanleiding voor hun vrijheid. Het maakt hen een van de grootste zeemachten, wat hun handelspositie dan weer versterkt.

### Geneeskunde
Brief XI gaat over een specifiek onderdeel van de geneeskunde, meer bepaald variolatie of het injecteren van een levend pokkenvirus bij wijze van inenting. De Engelsen worden door het christelijke vasteland bekeken als gekken en dwazen omdat ze hun kinderen inenten met een levend virus en hen dus blootstellen aan een ziekte die ze misschien helemaal niet zouden krijgen. Langs de andere kant vinden de Engelsen de Europeanen laf en onnatuurlijk omdat ze liever hun kinderen geen pijn doen in plaats van hen te behoeden voor een agressieve en dodelijke zieke die ze vroeg of laat gaan oplopen.
In het verdere verloop van de brief beschrijft hij hoe variolatie ontstaan is.

### Bekende Britten
In de volgende zes brieven bespreekt Voltaire enkele bekende Britten en gaat hij verder in op de werken van Isaac Newton. Francis Bacon, Viscount Verulam, is het onderwerp van Brief XII. Hij wordt gezien als de bedenker van de experimentele filosofie en de grondlegger van de aantrekking die Newton verder uitwerkt.
In Brief XIII bespreekt hij John Locke en diens visie op de menselijke ziel. Hij betrekt hier ook traditionele filosofen als Aristoteles en Plato bij.
Brief XIV is een vergelijking tussen de Britse filosoof Isaac Newton en de Franse filosoof Descartes aangezien ze beide grote filosofen en wiskundigen zijn. Het is een reactie op de vergelijking die gemaakt werd toen Newton stierf. De Engelsen stonden op hun achterste poten door deze vergelijking, enkel en alleen omdat Descartes Frans was.
De brieven XV, XVI en XVII beschrijven respectievelijk Newton's wetten van aantrekking, zijn optica en zijn geometrisch werk en 'end of the world'-theorieën.

### Kunst
De laatste zes brieven zijn een hulde aan de Britse kunst, meer bepaald de schrijfkunst.
In Brief XVIII gaat het over Britse tragedie en waagt Voltaire zich niet alleen aan een vertaling van Shakespeares bekende speech uit Hamlet: 'to be or not to be' maar ook aan een vertaling van een passage van John Dryden.
Brief XIX is een ode aan Britse komedie met citaten van William Wycherley (die hij vergelijkt met Molière), John Vanbrugh, en William Congreve. Zijn conclusie is dat Wycherley het krachtigst en meest gedreven schrijft, de komedies van Congreve gevat en geregulariseerd zijn en Vanbrugh vrolijke en humoristische stukken maakt. Voltaire zegt verder nog dat genieten van Engelse komedie enkel kan als je de Engelse taal machtig bent want dat vertalen alleen maar tekortdoet aan de genialiteit.
In Brief XX spreekt hij over de schrijvers van belles lettres, die meestal van adel zijn. Hij zegt verder dat het in Engeland lijkt dat elke man op café praat over de Romeinse of Griekse overheid en iedereen het recht heeft om zijn kritiek te uiten.
Brief XXI gaat over twee van die schrijvers, namelijk de Earl of Rochester, die Voltaire beschrijft als een geniaal man en groot poëet, en Mr. Waller, een gevierd schrijver en bekend tot in Frankrijk.
Hij start Brief XXII met mee te delen dat als hij alles zou willen vertellen over poëzie hij een veel te groot werk zou moeten maken en dat je eerst wat kennis moet opdoen voor je kritiek mag leveren, net als bij muziek. Hij gaat verder met een lofrede voor 'Hubridas' van Samuel Butler om vervolgens iets over Alexander Pope te vertellen. Voltaire eindigt met te zeggen dat de Britten heel wat voordeel gehaald hebben van de Fransen en die laatsten daarom nu ook wel terug mogen lenen.
In Brief XXIII beschrijft hij kort het verschil in verloning en respect voor hun schrijvers tussen Frankrijk en Engeland en dat de Fransen daar iets van kunnen leren.
In de laatste officiële brief vergelijkt Voltaire de Britse Royal Society met de Académie française. Die laatste is het meest recent opgericht en heeft meer regels om te volgen. Net die vrijheid die de Royal Society heeft omdat ze niet die regels moeten volgens is voor Voltaire het enige positieve aan de Engelse academie.

## Brief XXV
Er bestaat nog een vijfentwintigste brief, die een eerder filosofische ondertoon heeft en een kritiek is op Blaise Pascal.

## Censuur
De garde des sceaux Chauvelin reageerde op de anonieme publicatie door op 3 mei 1734 een arrestatiebevel uit te vaardigen tegen Voltaire en kort daarna werd het boek veroordeeld door het Parlement van Parijs. De autoriteiten begrepen zeer goed dat doorheen de lof op Engeland een kritiek op het Franse absolutisme was geweven. Bij arrest van 10 juni 1734 werd het boek strijdig bevonden met de godsdienst en de goede zeden. Het drukken en verspreiden ervan werd verboden en er werd een publieke verbranding gehouden, maar de vlammen joegen vooral de populariteit aan.